# 常新
常新（1443年—？），字士勉，河南開封府許州襄城縣人，軍籍，明朝政治人物。

## 生平
河南鄉試第五十六名舉人。成化十七年（1481年）中式辛丑科會試第二百四十八名，三甲第八十名進士。授行人，二十一七月擢授試監察御史，二十二年八月實授浙江道御史。

## 家族
曾祖常瑞興；祖父常仲美，贈給事中；父常寧，苑馬寺少卿。母耿氏（封孺人）。慈侍下。